# Princeton, North Carolina
Princeton är en kommun (town) i Johnston County i North Carolina. Vid 2010 års folkräkning hade Princeton 1 194 invånare.